# 12501 Nord
A 12501 Nord (ideiglenes jelöléssel 1998 FL66) a Naprendszer kisbolygóövében található aszteroida. A LINEAR projekt keretében fedezték fel 1998. március 20-án.